# Tomodjan
Tomodjan est une commune rurale située dans le département de Sidéradougou de la province de Comoé dans la région des Cascades au Burkina Faso.